# Monodelphis theresa
Monodelphis theresa e вид опосум от семейство Didelphidae.

## Географско разпространение
Обитава територии в щатите Рио де Жанейро и Минаш Жерайш, Бразилия. Съществуват и данни за наличието на вида и в Перу, но данните за неговото разпространение са неясни.
Видът е слабо проучен. Основните му местообитания са субтропически гори и пасища в близост до Атлантическото крайбрежие.